# Slaget vid Zarnow
Slaget vid Zarnow var ett fältslag under Karl X Gustavs polska krig, mellan Sverige och Polen. Sverige vann.